# Maximilian 2. (Tysk-romerske rige)
Maximilian 2. af slægten Habsburg (født 31. juli 1527, død 12. oktober 1576) var konge af Böhmen fra 1562, konge af Ungarn fra 1563 og kejser af det Tysk-romerske rige fra 1564 til sin død.

## Biografi
Maximilian blev født i Wien som søn af sin forgænger Ferdinand 1. og Anna af Böhmen og Ungarn (1503–1547). Anna var datter af kong Vladislav 2. af Ungarn. 
Maximilian udviste tolerance over for protestanterne i reformationens stridigheder. Han gav dem trosfrihed i sine arvelande, men det skabte strid i familien, og hans far truede med at fjerne ham fra arvefølgen. Officielt forblev han katolik. 
Det Osmanniske Rige truede stadig riget, og efter et mislykket forsøg på at fordrive dem måtte han fortsat betale til sultanen for at beholde Ungarn under Habsburgs kontrol. 
I 1573 blev Maximilian valgt til konge af Polen foran Stefan Báthory, men det lykkedes ikke at få godkendt valget. 
13. september 1548 giftede Maximilian sig med sin kusine Maria af Spanien, datter af kejser Karl 5. og Isabella af Portugal. De fik 16 børn.
Maximilian døde Regensburg i 1576.